# Liste der Baudenkmäler in Friedrichsthal (Saar)
In der Liste der Baudenkmäler in Friedrichsthal sind alle Baudenkmäler der saarländischen Stadt Friedrichsthal und ihrer Ortsteile Friedrichsthal, Bildstock und Maybach aufgelistet. Grundlage ist die Teildenkmalliste des Regionalverbandes Saarbrücken der Denkmalliste des Saarlandes vom 16. Dezember 2013 und die aktuelle Fassung. 

## Bildstock
| Lage                                   | Bezeichnung                                                                              | Beschreibung | Bild |
| -------------------------------------- | ---------------------------------------------------------------------------------------- | --- | ---- |
| Helenenstraße 8 Lage                   | Fördermaschinenhaus am Schacht I der Grube Friedrichsthal                                | Das Fördermaschinenhaus ist ein schlichter Bruchsteinbau von 1860 und frühes Beispiel dieses Bautyps. Es ist das einzige erhaltene Gebäude der Grube Friedrichsthal. |      |
| Hofstraße 44 Lage                      | Rechtsschutzsaal                                                                         | Der Rechtsschutzsaal wurde 1891/92 von Heinrich Güth als Vereinslokal des „Rechtsschutzvereins für die bergmännische Bevölkerung“ erbaut. Der langgezogene Ziegelbau wurde 1985 zu Schulungs- und Wohnzwecken umgebaut. Er gilt als das älteste Gewerkschaftsgebäude Deutschlands.                                                                                                 |      |
| Illinger Straße Lage                   | Bildstocktunnel                                                                          | Der 336 m lange Tunnel auf der Strecke zwischen Saarbrücken und Neunkirchen besteht aus einer 9,34 m breiten Röhre aus 281 Tragringen. Der Neubau war in den 1950er-Jahren aufgrund von Grubensenkungen im Gebiet des alten Tunnels nötig geworden. |      |
| Illinger Straße Lage                   | Fördermaschinenhaus für Schacht II der Schachtanlage Erkershöhe                          | Zur Schachtanlage gehörten vier Schächte, die zwischen 1872 und 1885 abgeteuft wurden. 1922 wurde die Förderung eingestellt. Das erhaltene Fördermaschinenhaus für den Schacht II der Schachtanlage Erkershöhe entstand zwischen 1872 und 1876. |      |
| Illinger Straße Lage                   | Fördergerüst der Schachtanlage Erkershöhe mit Fördermaschine                             | Die Schachtanlage Erkershöhe stellt das letzte noch bestehende Fördergerüst in Friedrichsthal dar. Schacht I und II waren zunächst Förderschächte, später dann ausziehender Wetterschacht und Pumpenschacht genutzt. Das erhaltene Fördergerüst von Schacht II wurde 1960 von der Grube Maybach (Schacht Frieda) hierher versetzt                                                  |      |
| Illinger Straße (gegenüber Nr. 1) Lage | Marienstatue                                                                             | Die Mariensäule dem Bildstocker Marktplatz entstand 1954 nach einem Entwurf des Saarbrücker Künstlers Günther Maas. Sie stand ursprünglich auf einer Grünfläche im hinteren Teil des Marktes und wurde nach dessen Sanierung im Zentrum des Platzes installiert. |      |
| Saarbrücker Straße 125/127 Lage        | Zweifamilienhaus                                                                         | Das Gebäude wurde 1908 als Wohnhaus für Beamte der preußischen Grubenverwaltung erbaut. |      |
| Saarbrücker Straße 129/131 Lage        | Mehrfamilienwohnhaus                                                                     | Das haus entstand 1911/12 als Wohnhaus für Arbeiter |      |
| Spieser Straße Lage                    | Kath. Pfarrkirche St. Josef                                                              | Die katholische Kirche wurde in den Jahren 1905 bis 1907 nach Plänen des Kirchenbaumeisters Johann Adam Rüppel im neugotischen Stil erbaut. Bei der Sanierung in den 2000er-Jahren wurden aufwendigen Decken- und Wandmalereien freigelegt und umfassend restauriert. |      |
| Zum Grühlingsstollen                   | Stollenmund des Eingangsstollens zum Schacht Helene der Grube Friedrichsthal, um 1910/20 | Der Stollenmund ist an einer Öffnung mit schlichtem Blendrahmen erkennbar und war Eingangsstollen für den Schacht Helene II. |      |
| Zum Grühlingsstollen Lage              | Stollenmundloch des Grühlingsstollens der Grube Friedrichsthal, 1856                     | Der Stollenmund des Grühlingsstollens ist in historisierender Sandsteinarchitektur mit Türmchen und Zinnen ausgeführt. Die Grühlingsstollensohle diente als Fördersohle für Schacht I und II der Grube Friedrichsthal und wurde 1927 stillgelegt. Im Zweiten Weltkrieg diente er als Luftschutzraum. Die Architektur des Stollenmunds wurde um 1983 restauriert und stark ergänzt. |      |
| Zum Grühlingsstollen 2 Lage            | Verwaltungsgebäude                                                                       | Das Gebäude mit Mittelrisalit war Sitz der Berginspektion IX Friedrichsthal/Quierschied und wurde 1868 erbaut. |      |

## Friedrichsthal
| Lage                       | Bezeichnung                              | Beschreibung | Bild |
| -------------------------- | ---------------------------------------- | --- | ---- |
| Am Bahnhof Lage            | Bahnhofsempfangsgebäude                  | Das Hauptgebäude mit zwei niedrigeren Seitenflügeln wurde 1910 neu gebaut, nachdem der alte Bahnhof Gleiserweiterungen weichen musste. Das Gebäude ist heute ungenutzt und dient nur als Durchgang zu den Bahngleisen.                           |      |
| Bismarckstraße Lage        | Evangelische Pfarrkirche                 | Die Kirche wurde zwischen 1895 und 1897 nach Plänen des Architekten Heinrich Güth im Stil der Neogotik erbaut. Der Rechtecksaal mit kleinem Querhaus und einem fünfseitigen, polygonalen Chor wird von einem hölzernen Tonnengewölbe überspannt. |      |
| Hüttenstraße Lage          | Kath. Pfarrkirche Sieben Schmerzen Mariä | Die Kirche wurde 1927/28 nach Plänen des Trierer Architekten Peter Marx erbaut. Besonderheit war der freistehende Glockenturm, der 1956 nach Plänen des Architekten Fritz Thoma entstand und 2016 wegen Baufälligkeit abgerissen werden musste.  |      |
| Saarbrücker Straße 38 Lage | Wohn- und Geschäftshaus                  | Das Wohn- und Geschäftshaus in der Saarbrücker Straße entstand um 1905 nach Plänen von August Brenk. |      |
| Schmidtbornstraße 12a Lage | Realschule                               | Das heutige Rathaus wurde 1906/07 als Realschule erbaut. Schon 1917 wurde die Schule geschlossen und dient seit 1919 als Sitz der Gemeindeverwaltung.                                                                                            |      |

## Maybach
| Lage                  | Bezeichnung                         | Beschreibung | Bild |
| --------------------- | ----------------------------------- | --- | --- |
| Am Albertschacht Lage | Ensemble Grube und Siedlung Maybach | Das Denkmalensemble der Grube Maybach mit der Siedlung gilt als eines der wichtigsten Bergbauensemble im Saarland. Von der Tagesanlagen der Grube sind nur die drei auf unterschiedlichem Niveau an den Hang gebauten Fördermaschinenhäuser und das Zechenhaus erhalten. Erhalten ist außerdem die ehemalige Grubenkantine. Als herausragend wird die Bedeutung der fast vollständig erhaltenen Bergarbeitersiedlung mit Kirche beschrieben. | Das Denkmalensemble der Grube Maybach mit der Siedlung gilt als eines der wichtigsten Bergbauensemble im Saarland. Von der Tagesanlagen der Grube sind nur die drei auf unterschiedlichem Niveau an den Hang gebauten Fördermaschinenhäuser und das Zechenhaus erhalten. Erhalten ist außerdem die ehemalige Grubenkantine. Als herausragend wird die Bedeutung der fast vollständig erhaltenen Bergarbeitersiedlung mit Kirche beschrieben. |
| Am Albertschacht Lage | Ensemble Grube und Siedlung Maybach | Am Albertschacht, Denkmal für verunglückte Bergleute, 1930 (Einzeldenkmal) | |
| Am Albertschacht Lage | Ensemble Grube und Siedlung Maybach | Zechenhaus, um 1900 (Einzeldenkmal) | |
| Am Albertschacht Lage | Ensemble Grube und Siedlung Maybach | Fördermaschinenhaus III (Frieda), um 1900 (Einzeldenkmal) | |
| Am Albertschacht Lage | Ensemble Grube und Siedlung Maybach | Fördermaschinenhaus II (Albert), 1882 (Einzeldenkmal) | |
| Am Albertschacht Lage | Ensemble Grube und Siedlung Maybach | Fördermaschinenhaus I (Marie), 1889 (Einzeldenkmal) | |
| Am Albertschacht Lage | Ensemble Grube und Siedlung Maybach | Kaffeeküche der Grubensiedlung Maybach mit Konsumladen, Gaststätte, 1897, Erweiterung 1936 (Einzeldenkmal) | |
| Am Albertschacht Lage | Ensemble Grube und Siedlung Maybach | Hauerstraße 2/4/6, Arbeiterwohnhaus, 1910 (Ensemblebestandteil) | |
| Am Albertschacht Lage | Ensemble Grube und Siedlung Maybach | Hauerstraße 12, Schlafhaus, 1910–1911 (Einzeldenkmal) | |
| Am Albertschacht Lage | Ensemble Grube und Siedlung Maybach | Quierschieder Straße 1/2-19/20, Doppelwohnhäuser für Arbeiter, 1901–1905 (Ensemblebestandteil) | |
| Am Albertschacht Lage | Ensemble Grube und Siedlung Maybach | Quierschieder Straße 21, Schule der Grubensiedlung Maybach, 1905 (Ensemblebestandteil) | |
| Am Albertschacht Lage | Ensemble Grube und Siedlung Maybach | Quierschieder Straße 22/24–58/60 (gerade Nummern), Doppelwohnhäuser für Beamte mit separaten Wirtschaftsgebäuden, 1884–1924 (Ensemblebestandteil) | |
| Am Albertschacht Lage | Ensemble Grube und Siedlung Maybach | Quierschieder Straße 23/25–53/55 (ungerade Nummern), Doppelwohnhäuser für Beamte mit separaten Wirtschaftsgebäuden, 1884–1924 (Ensemblebestandteil) | |
| Am Albertschacht Lage | Ensemble Grube und Siedlung Maybach | St. Barbarastraße 2/4-6/8, Doppelwohnhäuser für Beamte, 1924 (Ensemblebestandteil) | |
| Am Albertschacht Lage | Ensemble Grube und Siedlung Maybach | St. Barbarastraße 11/13, Doppelwohnhaus für Beamte, um 1900 (Ensemblebestandteil) | |
| Am Albertschacht Lage | Ensemble Grube und Siedlung Maybach | St. Barbarastraße 15, Wohnhaus für Beamte, um 1900 (Ensemblebestandteil) | |
| Am Albertschacht Lage | Ensemble Grube und Siedlung Maybach | St. Barbarastraße 24/26-28/30, Doppelwohnhäuser für Beamte, um 1900 (Ensemblebestandteil) | |
| Am Albertschacht Lage | Ensemble Grube und Siedlung Maybach | Stollenstraße 1, Villa, 1920 (Ensemblebestandteil) | |
| Am Albertschacht Lage | Ensemble Grube und Siedlung Maybach | Stollenstraße 3, Villa, 1920 (Ensemblebestandteil) | |
| Am Albertschacht Lage | Ensemble Grube und Siedlung Maybach | Kath. Filialkirche St. Ludwig (Einzeldenkmal): Die Kirche aus Bruchsteinen wurde in der Form einer Basilika im neoromanischen Stil erbaut. Erbaut wurde die Kirche von der französischen Grubenverwaltung auf Wunsch katholischer Bergarbeiterfamilien. | |
| Ostschachtstraße Lage | Ensemble Schachtanlage Maybach-Ost  | Der Ostschacht der Grube Maybach gilt als Beispiel hoher architektonischer Qualität und als wenigen Beispiele der Verwendung von Jugendstilelementen an bergbaulichen Anlagen in Deutschland. die erhaltenen Tagesanlagen entstanden bis auf das Kesselhaus alle 1907. | Der Ostschacht der Grube Maybach gilt als Beispiel hoher architektonischer Qualität und als wenigen Beispiele der Verwendung von Jugendstilelementen an bergbaulichen Anlagen in Deutschland. die erhaltenen Tagesanlagen entstanden bis auf das Kesselhaus alle 1907. |
| Ostschachtstraße Lage | Ensemble Schachtanlage Maybach-Ost  | Kesselhaus, um 1900 (Ensemblebestandteil) | |
| Ostschachtstraße Lage | Ensemble Schachtanlage Maybach-Ost  | Zechenhaus, 1907 (Einzeldenkmal) | |
| Ostschachtstraße Lage | Ensemble Schachtanlage Maybach-Ost  | Schachthalle, 1907 (Einzeldenkmal) | |
| Ostschachtstraße Lage | Ensemble Schachtanlage Maybach-Ost  | Fördermaschinenhaus, Maybach-Ost, 1907 (Einzeldenkmal) | |